# Bill Watterson
Bill Watterson, född 5 juli 1958 i Washington D.C., är en amerikansk serieskapare. Han är mest känd för den tecknade dagspresserien Kalle och Hobbe som publicerades 1985–95.

## Biografi
Watterson studerade statsvetenskap på college. Han arbetade som politisk tecknare på Cincinnati Post men bara efter några månader fick han sparken. Han försökte därefter, under fem år, att skicka olika tecknade serier till flera förlag och syndikat men dessa blev alltid refuserade.
Han fick dock ett utvecklingskontrakt med United Feature Syndicate som tyckte att han kunde arbeta vidare med ett par bifigurer i en av serierna han sände in, en 6-årig pojke och hans tygtiger. När han presenterade sitt färdiga förslag till serien fick han nobben av syndikatet men på ett annat syndikat, Universal, blev man intresserade. 
Den första strippen med Kalle och Hobbe, som serien heter på svenska, blev publicerad 18 november 1985 i några amerikanska dagstidningar. Serien om sexåringen (som ständigt frestar på sina föräldrars tålamod) och hans tygtiger (med en högst egen vilja) blev mycket populär. 1995, när Kalle och Hobbe publicerades dagligen i 2 400 tidningar, lade han dock ner serien eftersom han menade att serien då tömts på sina kreativa möjligheter.
Innan seriens sista avsnitt publicerades 31 december 1995 gjorde Watterson följande uttalande: "Jag har gjort mitt när det gäller dagliga deadlines och små rutor. Jag längtar efter att få arbeta i ett mer eftertänksamt tempo, med färre konstnärliga kompromisser. Jag har ännu inte bestämt mig för vad jag skall göra i framtiden."
Sedan han lagt ner serien har Watterson levt ett tillbakadraget liv och undvikit mesta möjliga uppmärksamhet.

## Utmärkelser
Asteroiden 7784 Watterson är uppkallad efter honom.

## Källhänvisningar
1. ↑  SNAC, SNAC Ark-ID: w66h690v, läs online, läst: 9 oktober 2017.[källa från Wikidata]
2. ↑  Lambiek Comiclopedia, Lambiek, 1 november 1999, Lambiek Comiclopedia artist-ID: w/watterson, läst: 9 oktober 2017.[källa från Wikidata]
3. ↑  BD Gest', BD Gest' author-ID: 638, läst: 9 oktober 2017.[källa från Wikidata]
4. 1 2 3 4 5 6 7  läs online, www.biography.com , läst: 29 september 2021.[källa från Wikidata]
5. ↑  Library of Congress Authorities, USA:s kongressbibliotek, id-nummer i USA:s kongressbiblioteks katalog: n87934510, läst: 29 september 2021.[källa från Wikidata]
6. 1 2  läs online, www.nationalcartoonists.com , läst: 22 september 2021.[källa från Wikidata]
7. ↑  läs online, www.harveyawards.com , läst: 24 september 2021.[källa från Wikidata]
8. ↑  läs online, www.hahnlibrary.net , läst: 29 september 2021.[källa från Wikidata]
9. ↑  läs online, www.hahnlibrary.net , läst: 29 september 2021.[källa från Wikidata]
10. ↑  läs online, www.comics.org , läst: 29 september 2021.[källa från Wikidata]
11. ↑  läs online, www.dailycartoonist.com  , läst: 29 september 2021.[källa från Wikidata]
12. ↑  läs online, www.comic-con.org , läst: 3 september 2021.[källa från Wikidata]
13. 1 2  "Kalle och Hobbe". NE.se. Läst 24 januari 2015.
14. ↑  ”Minor Planet Center 7784 Watterson” (på engelska). Minor Planet Center. https://www.minorplanetcenter.net/db_search/show_object?object_id=7784. Läst 23 juni 2023.